# 서울특별시품질시험소
서울특별시품질시험소(서울特別市品質試驗所)는 건설공사의 품질관리와 건설사업용 각종 자재와 토질의 시험·연구, 「계량에 관한 법률」에서 정하는 계량기의 검정·검사, 「자동차관리법」에서 정하는 택시미터 수리 검정에 관한 사무를 분장하는 서울특별시청의 사업소이다. 소장은 지방기술서기관으로 보한다.

## 설치 근거 및 소관 사무

### 설치 근거
- 「서울특별시 행정기구 설치조례」 제101조제1항[2]

### 소관 사무
- 건설공사의 품질관리의 적정성 확인 및 품질시험계획의 이행확인
- 품질관리 현장확인 기동반 운영에 관한 사항
- 건설공사의 토질시험에 관한 사항
- 건설공사에 사용되는 각종 자재 및 시공에 대한 시험·연구
- 지반조사자료의 정리·보급에 관한 사항
- 수로·하천·댐 및 운하의 수리모형 시험
- 조식류와 조류시험에 관한 사항
- 연료의 화학분석에 관한 사항
- 계량기의 검정·검사에 관한 사항(택시미터 및 계량기 수리재검정)
- 그 밖의 시장이 지정하는 업무

## 연혁
- 1971년 6월 28일: 서울특별시립토목시험소 설치.[3]
- 1971년 6월 29일: 서울특별시연료시험소 설치.[4]
- 1976년 12월 31일: 서울특별시계량기검정사업소 설치.[5]
- 1981년 12월 1일: 서울특별시종합기술시험연구소의 하부조직인 토목시험부, 연료시험과, 계량기검사과로 흡수.[6]
- 1983년 12월 31일: 서울특별시종합기술시험연구소를 서울특별시보건환경연구소로 개편하고, 서울특별시건설자재시험소와 서울특별시공업시험소를 독립.[7]
- 1997년 4월 21일: 서울특별시건설자재시험소를 서울특별시건설시험소로 개편.[8]
- 1999년 3월 15일: 서울특별시품질시험소로 통합.[9]

## 조직

### 소장
- 총무과[10]
- 품질지도과[11]
- 토질재료시험과[11]
- 화학시험과[12]
- 계량기검정과[12]